# Леонтьев, Иван Сергеевич (генерал)
Ива́н Серге́евич Лео́нтьев (1782—1824) — генерал-майор русской императорской армии, участник наполеоновских войн. Дед М. М. Леонтьева.

## Биография
Родился в 1782 году в семье ярославского помещика Сергея Ивановича Леонтьева, одного из сыновей генерал-поручика И. П. Леонтьева (ум. 1783), в честь которого и был назван.

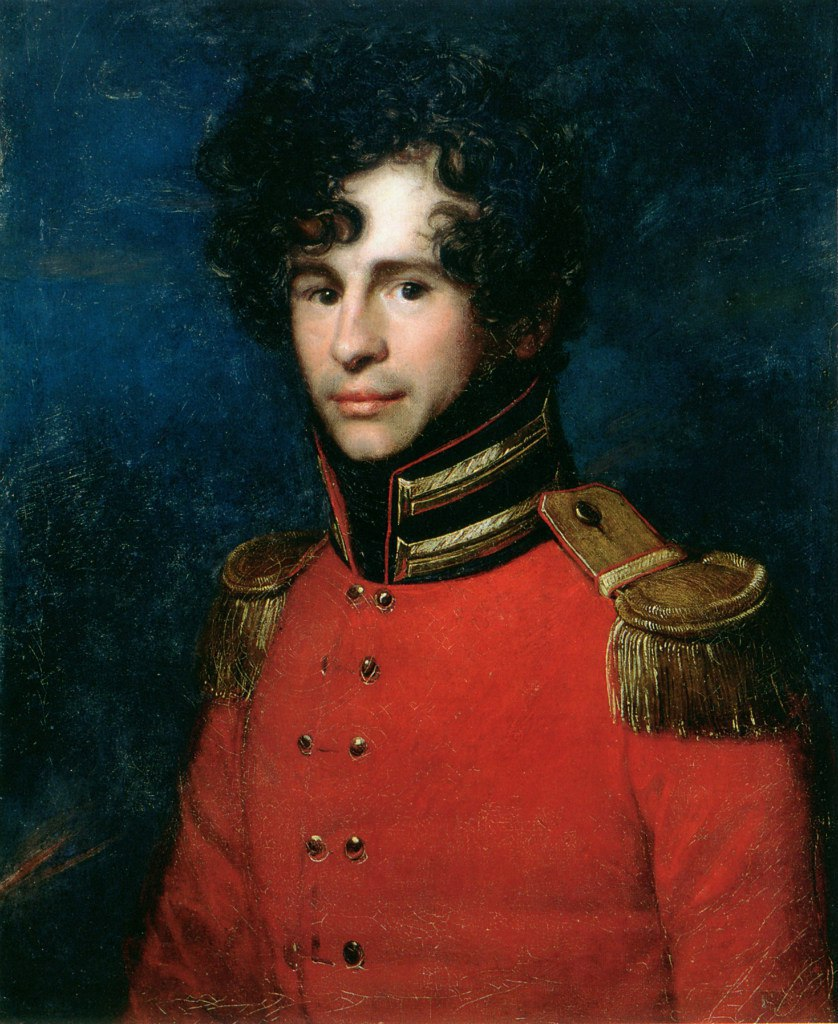
К. К. Фогель фон Фогельштейн.
Иван Леонтьев

Иван Леонтьев 10 февраля 1799 года из камер-пажей был записан на воинскую службу поручиком Преображенский лейб-гвардии полк Русской императорской армии.
Участвовал в войне третьей коалиции, где за отвагу в баталии при Аустерлице и полученное в ней ранение Леонтьев был пожалован золотой шпагой с надписью «За храбрость».
В 1807 году И. С. Леонтьев сражался в войне четвёртой антинаполеоновской коалиции и его доблесть в боях с французами была в декабре отмечена командованием погонами полковника.
В 1809 году получил перевод в Конный лейб-гвардии полк с которым, в составе гвардейской кирасирской бригады 1-й кирасирской дивизии входящей в 5-й резервный (гвардейский) корпус 1-й Западной армии, встретил Отечественную войну 1812 года.

За отличия проявленные в ходе Бородинского сражения полковник Леонтьев был 21 ноября 1812 года удостоен ордена Святого Георгия 4-го класса 
В воздаяние ревностной службы и отличия, оказанного в сражении против французских войск 1812 года августа 26 при селе Бородине, где, приняв в командование л.-гв. Конный полк, после раненого генерал-майора Арсеньева, собрал оный под картечными выстрелами и с примерным мужеством напал на неприятеля и опрокинул онаго.
29 декабря 1812 года Леонтьев был произведён в генерал-майоры и получил должность шефа Глуховского кирасирского полка, с которым принял участие в заграничном походе русской армии 1813 года; вновь был ранен.
15 февраля 1823 года генерал Леонтьев был назначен начальником 2-й гусарской дивизии (до этого на протяжении четырёх лет исполнял данные обязанности).
Иван Сергеевич Леонтьев скоропостижно скончался 10 августа 1824 года во время проведения манёвров в Пензе и погребён на кладбище Спасо-Преображенского мужского монастыря. Могила не сохранилась.

## Семья
Супруга: Любовь Николаевна (25.02.1802 — 22.11.1894) — дочь графа Н. А. Зубова, внучка А. В. Суворова. Венчание состоялось в июне 1823 года.
Сын: Михаил Иванович (1824—1885) — тайный советник, шталмейстер Двора Его Императорского Величества. Владелец усадьбы Воронино в Ростовском уезде.
Внук: Михаил Михайлович Леонтьев (1853—1901) — предводитель дворянства Владимирской губернии, действительный статский советник, егермейстер